# Silvio Parodi
Silvio Parodi Ramos (nacido el 6 de noviembre de 1931 en Luque, Paraguay y fallecido el 9 de octubre de 1989) es un exfutbolista paraguayo. Jugaba de centrocampista y su primer club fue Sportivo Luqueño.

## Carrera
Comenzó su carrera en 1953 jugando para el Sportivo Luqueño. Jugó para el club hasta 1954. Ese año se fue a Brasil para integrarse a las filas del Vasco da Gama. Jugó para ese club hasta el año 1955. En ese año se marchó a Italia para formar parte de la Fiorentina, en donde estuvo hasta 1957. Probo algunos amistosos en Boca Juniors en febrero de 1958 pero no hubo acuerdos económicos. Ese año regresó a Brasil para volver a formar parte del Vasco da Gama, en toda la temporada de 1958. En 1961 se fue a España para sumarse al Racing de Santander. En 1964 jugó en Millonarios de Colombia donde fue campeón de Colombia

## Familia
Fue el primo del también futbolista José Parodi.
Y su hermana Margarita Parodi.

## Selección nacional
Ha sido internacional con la Selección de fútbol de Paraguay entre 1951 y 1961. En 1987 pasó a ser entrenador de la Selección Paraguaya.

## Clubes
| Club                | País     | Año       |
| ------------------- | -------- | --------- |
| Sportivo Luqueño    | Paraguay | 1953-1954 |
| Vasco da Gama       | Brasil   | 1954-1955 |
| Fiorentina          | Italia   | 1956-1957 |
| Vasco da Gama       | Brasil   | 1957-1958 |
| Atlético Chalaco    | Perú     | 1960-1961 |
| Racing de Santander | España   | 1961-1962 |
| Atlético Chalaco    | Perú     | 1962-1963 |
| Millonarios         | Colombia | 1964      |

## Entrenador
| Club                  | País     | Año  |
| --------------------- | -------- | ---- |
| Club Sportivo Luqueño | Paraguay | 1983 |
| Club Sol de America   | Paraguay | 1986 |
| Selección de Paraguay | Paraguay | 1987 |